# منطقة غوجارات
غوجارات ( البنجابية ، (بالأردوية: ضلع گجرات)‏ هي منطقة في مقاطعة البنجاب الباكستانية وتقع جغرافيا بين نهري تشيناب وجيلوم ومقرها في مدينة جوجرات.
يحدها من الشمال الشرقي ميربور ومن الشمال الغربي نهر جيلوم الذي يفصلها عن منطقة جهيلوم ومن الشرق والجنوب الشرقي بنهر تشيناب ويفصلها عن منطقتي جوجرانوالا وسيالكوت ومن الغرب مندي بهاء الدين.
تنتشر غوجرات على مساحة 3,192 كيلومتراً مربعاً.

## التاريخ

### الحكم الإسلامي (الإمبراطوريات الغزنوية ، الغريد ، دلهي ، سوري ، والمغول)
في عام 997 م تولى محمود غزنوي الحكم على السلالة الغزنوية التي أسسها والده سبكتجن بعد هزيمة الشاهيين الهندوس ، غزا مملكتهم بالكامل والتي تضمنت منطقة البنجاب في باكستان الحديثة.
بعد هزيمة الغزنويين استولى الغوريون على المنطقة. وخلفهم بدورهم سلطنة دلهي .
أسس الإمبراطور المغولي أكبر جوجرات كمنطقة مع العديد من المناطق الأخرى عندما بدأ في تعزيز حكمه على إمبراطوريته الشاسعة. جهانجير ، ابن أكبر وخليفته ، يسجل في مذكراته المعلومات التالية عن جوجرات:
تم الاحتفاظ بسجلات الإيرادات في عائلات المسجلين الوراثي (كانونجوس) ، ويعرض هؤلاء غوجارات كعاصمة لمنطقة تحتوي على 2،592 قرية، ودفع إيرادات قدرها 11.6 مليون. في عام 1605 استلم السيد عبد القاسم الشهير غوجرات إقطاعية من أكبر.
في عام 1707 ، مع وفاة أورنجزيب ، بدأ تراجع قوة المغول في منطقة البنجاب. احتل نادر شاه البنجاب بما في ذلك جوجرات أثناء غزوه للإمبراطورية المغولية عام 1739. تم الاستيلاء على المنطقة من قبل رجال قبائل البنجابي جخار بالقرب من منطقة روالبندي بعد الغزو.
تعرضت غوجرات والبنجاب ككل لمزيد من الدمار بسبب غزوات الأفغان الدراني (البشتون) تحت قيادة أحمد شاه دوراني بين 1748 و 1767. تولى دوراني السيطرة المباشرة على البنجاب بعد وفاة مير مانو ، الحاكم المغولي للبنجاب ، عام 1753. كان دوراني يعبر المنطقة في كثير من الأحيان للنهب ومحاربة السيخ ميسلس الذي ظهر حديثًا.

### عصر السيخ والبريطاني
استولى السيخ في النهاية على معظم شمال البنجاب بعد الغزو الأخير لأحمد شاه دوراني عام 1767. وحينما كان السيخ تحت قيادة غوجار سينغ باغاني استولى على غوجارات بعد هزيمة البنجابية المحلية الجاخارز تحت مقاراب خان.
في عام 1798 تعهد زعيم بانجي صاحب سينغ بالولاء لسوكيرشاكيا ميسل من رانجيت سينغ . بحلول عام 1810 ، استولت جيوش رانجيت سينغ على المدينة من قوات بانجي ، وبالتالي مد حكم إمبراطورية السيخ إلى المدينة.
تراجعت وانسحرت إمبراطورية السيخ بعد وفاة إمبراطورها رانجيت سينغ في عام 1839. وقد هزمت شركة الهند الشرقية البريطانية السيخ بين عامي 1845 و 1846 خلال الحرب الأنجل-سيخ الأولى مما قلل من قوتهم بشكل كبير. بعد ذلك بعامين انهارت الإمبراطورية بعد أن هزمت الشركة البريطانية مرة أخرى بشكل حاسم السيخ في معركة غوجارات، وبذلك أنهت الحرب الأنجلو-سيخية الثانية حيث تم ضم إمبراطورية السيخ بالكامل ودمجها إلى التاج البريطاني.

## التركيبة السكانية
بحسب إحصاء عام 2017، بلغ عدد سكان الحي 2،756،110 ، منهم 1،334،775 ذكور و 1،421،295 إناث. يعيش 1،928،789 في المناطق الريفية بينما يعيش 827،500 في المناطق الحضرية. 

### الدين
وفقًا لتعداد عام 2017 فدين الإسلام هو الدين السائد بنسبة 99.08٪ من السكان بينما توجد أقلية 0.77٪ مسيحيون يعيشون بشكل رئيسي في المناطق الحضرية.
| دِين               | السكان (1941) :42 | النسبة المئوية (1941) | السكان (2017) | النسبة المئوية (2017) |
| ----------------- | ----------------- | --------------------- | ------------- | --------------------- |
| دين الاسلام       | 945609            | 85.58%                | 2،730،946     | 99.08%                |
| الهندوسية         | 84643             | 7.66%                 | —             | —                     |
| السيخية           | 70233             | 6.36%                 | —             | —                     |
| النصرانية         | 4391              | 0.4%                  | 21117         | 0.77%                 |
| الاحمدي           | 4،4007            | 1.6%                  |               |                       |
| أخرى              | 76                | 0.01%                 | 219           | 0.01%                 |
| إجمالي عدد السكان | 1،104،952         | 100%                  | 2،756،289     | 100%                  |

## مشاهير

### سياسة
- اعتزاز أحسان ، محامٍ باكستاني
- فضل إلهي تشودري ، رئيس باكستان  –
- شودري بيرفايز إلهي ، رئيس وزراء البنجاب السابق والوزير الاتحادي ورئيس مجلس مقاطعة البنجاب (من 16 أغسطس 2018 إلى الوقت الحاضر ومن 1997 إلى يونيو 2001).

ميان طارق محمود (الأردية: میاں طارق محمود ؛ ولد في 5 مايو 1955 ، في دينجا ، مقاطعة جوجرات ، وهو سياسي باكستاني. وظل رئيسًا للجنة بلدة دينجا خلال الفترة 1987-1992. كعضو في مجلس مقاطعة البنجاب خلال الأعوام 1988-1990 و1990-93 و1997-1999 و2008-13 2013 إلى 2018 ؛ وعمل أيضًا أمينًا برلمانيًا للرعاية الاجتماعية والزكاة خلال الفترة 1988-1990 و1990-93 ؛ ووزيرة لرعاية السكان خلال عام 1993.
شودري زهور الاهي سياسي
- مونيس إلهي ، الوزير الاتحادي للموارد المائية [5] منطقة البحر الأبيض المتوسط السابقة (2008 - مايو 2018) ومنطقة الشرق الأوسط وشمال إفريقيا الحالية (أكتوبر 2018 إلى الوقت الحاضر) في جوجرات
- شودري محمد فاروق وزير قانون سابق
- نواب زاده غضنفر علي جول ، الوزير الاتحادي السابق لباكستان
- ميان محمد أفضل حياة ، رئيس وزراء البنجاب الأسبق وشغل منصب سفير في دول مختلفة
- شجاع حسين ، رئيس وزراء باكستان السادس عشر السابق على أساس مؤقت (30 يونيو 2004 إلى 28 أغسطس 2004)
- شودري جعفر إقبال، نائب رئيس الرابطة الإسلامية الباكستانية - ن البنجاب
- قمر زمان كيرة الوزير الاتحادي السابق لباكستان
- ميان عمران مسعود ، MPA السابق في جوجرات ووزير التربية والتعليم البنجاب.
- أحمد مختار ، وزير الدفاع السابق ، حكومة باكستان
- ياسمين قريشي ، نائبة بريطانية

### العلماء
- عصمت بك عالم
- فيصل مسعود طبيب

### عسكريون
- الرائد محمد أكرم نيشان حيدر
- الرائد رجا عزيز بهاتي ، نيشان حيدر
- محمد شريف ، رئيس أركان البحرية الباكستانية ورئيس لجنة هيئة الأركان المشتركة
- اللواء رحيل شريف لواء برتبة أربع نجوم ، شغل منصب رئيس أركان الجيش الخامس عشر للجيش الباكستاني.
- الرائد شبير شريف نيشان حيدر
- إيه سي إم ظهير أحمد بابار ، برتبة أربع نجوم ، قائد جوي مشير ، يخدم AirChief of Pakistan. القوات الجوية الباكستانية .

### الشعراء
- أوريا مقبول جان ، كاتبة وكاتبة عمود ومحللة وموظفة سابقة وشاعرة
- شريف كنجي ، كاتب وشاعر بنجابي
- أنور مسعود شاعر
- كريشنا سوبتي ، كاتب هندي
- فخار زمان ، كاتب وشاعر

### الرياضة
- تنوير أفضل ، لاعب كريكيت هونج كونج.
- امتياز بهاتي ، دراج باكستاني وطيار سابق في القوات الجوية الباكستانية.
- مدثر البخاري . لاعب الكريكيت الهولندي.
- رضوان شيما ، لاعب كريكت باكستاني كندي.
- منير دار ، لاعب كريكيت هونج كونج.

### الممثلون / الممثلات
- عناية حسين بهاتي ، مخرج وممثل
- إعجاز دوراني ، ممثل
- شغفتة إعجاز ، ممثلة
- صبيحة خانم ، ممثلة

### موسيقيون
- عديل شودري ، طبيب أسنان وممثل وعارضة أزياء
- عالم لوهار ، المغني الشعبي البنجابي
- عارف لوهار ، المغني الشعبي البنجابي
- زوي فيكاجي ، مغنية وكاتبة أغاني وممثلة موسيقية باكستانية

### آخر
- نشأت عائلة شفيليا أحمد المولودة في المملكة المتحدة وهي ضحية لجرائم الشرف من أوتام. [6]